# My Father's Eyes (chanson)
 (novembre 2024).
Si vous disposez d'ouvrages ou d'articles de référence ou si vous connaissez des sites web de qualité traitant du thème abordé ici, merci de compléter l'article en donnant les références utiles à sa vérifiabilité et en les liant à la section « Notes et références ».
 My Father's Eyes est une chanson d'Eric Clapton. 

## Contexte
My Father's Eyes a été inspiré par le fait que Clapton n'a jamais rencontré son père, Edward Fryer, décédé en 1985. Décrivant comment il souhaite connaître son père, la chanson fait également référence au fils de Clapton, Conor, décédé en 1991 à l'âge de quatre ans. après être tombé d'une fenêtre d'appartement. "Dans [la chanson] j'ai essayé de décrire le parallèle entre regarder dans les yeux de mon fils, et les yeux du père que je n'ai jamais rencontré, à travers la chaîne de notre sang", a déclaré Clapton dans son autobiographie.

## Prix
- Prix BMI - Chanson de l'année - 1999
- Grammy Award du meilleur chanteur pop - 1999